# Acétate CoA-transférase
L'acétate CoA-transférase est une transférase qui catalyse la réaction :
acyl-CoA + acétate  {\displaystyle \rightleftharpoons }  anion acyle + acétyl-CoA.
Cette enzyme est notamment présente dans les hydrogénosomes de certains organismes.